# Augustasaurus hagdorni
L'augustasauro (Augustasaurus hagdorni) è un rettile acquatico appartenente ai saurotterigi. Visse nel Triassico medio (circa 235 milioni di anni fa) e i suoi resti fossili sono stati ritrovati in Nordamerica (Nevada). È considerato il più stretto parente (e uno dei possibili antenati) dei plesiosauri.

## Descrizione
Questo rettile era lungo circa tre metri, e possedeva un corpo relativamente piatto e allungato. Le zampe erano modificate in strutture simili a pagaie; il cranio di Augustasaurus era molto simile a quello di Pistosaurus e possedeva molte caratteristiche analoghe, ad esempio le arcate temporali superiori alte e simili a lame. Il rostro allungato terminava in una punta smussata e i denti mascellari e premascellari erano simili a zanne.
Le spine neurali dorsali erano basse e possedevano sommità rugose, mentre i coracoidi erano grandi piastre simili a quelle dei plesiosauri, ma erano sprovvisti del foro (caratteristico invece dei plesiosauri). Le coste cervicali possedevano processi anteriori e, come la maggior parte dei plesiosauri, le vertebre erano dotate di processi traversi ispessiti. 

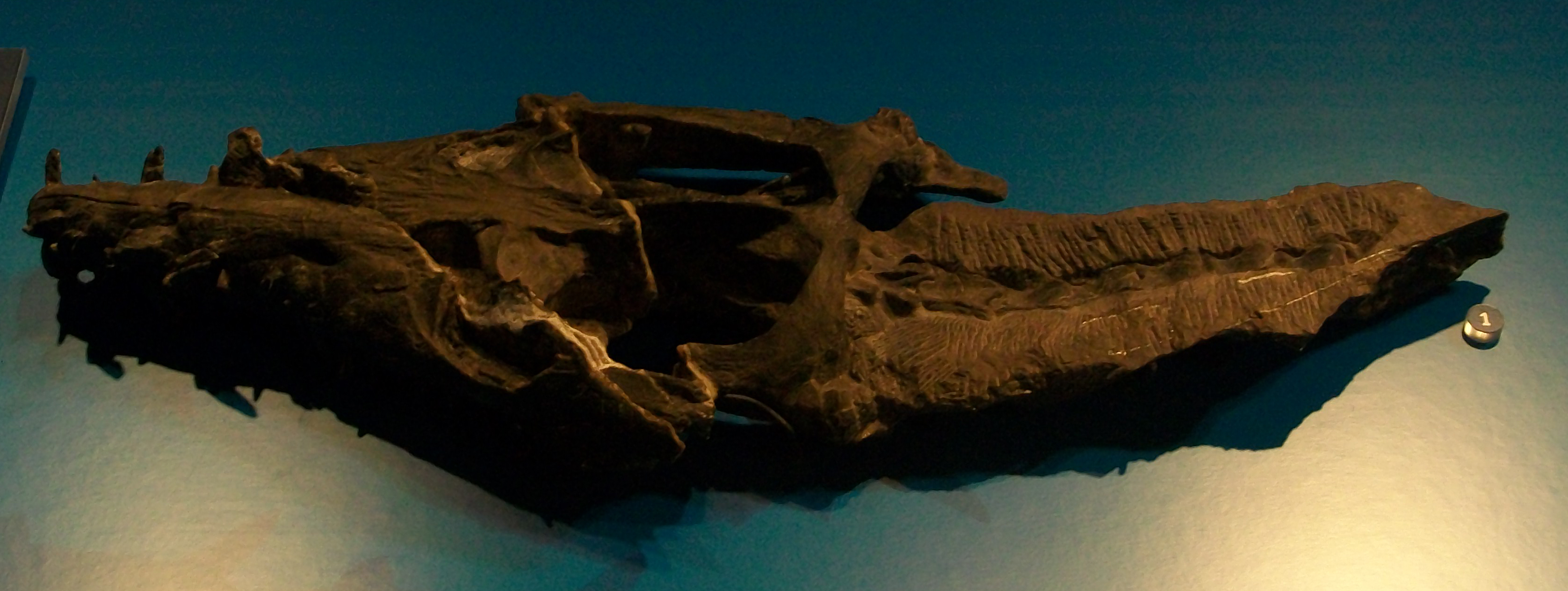
Cranio di Augustasaurus hagdorni

## Classificazione
Augustasaurus è stato descritto nel 1997 ed è stato accostato a Pistosaurus, un rettile acquatico con caratteristiche intermedie tra i notosauri e i plesiosauri. Il clade comprendente queste due forme (Pistosauridae) è stato considerato il sister group dei plesiosauri, rettili marini maggiormente specializzati per una vita completamente acquatica. Analisi cladistiche più recenti (Cheng et al. 2006, Ketchum e Benson 2011) ritengono invece che Augustasaurus fosse ancor più vicino all'origine dei plesiosauri rispetto a Pistosaurus. I coracoidi mostrano somiglianze con quelli di un altro saurotterigio del Triassico americano, Corosaurus.
I suoi resti fossili sono stati rinvenuti nelle Augusta Mountains (toponimo da cui deriva il nome) nel Nevada nord-occidentale, all'epoca invaso dalle acque marine.